# 帝尧庙
帝尧庙，建于晚明，位于中华人民共和国山西省晋中市平遥县平遥古城古城北门外尧庙街97号。前后三进，主殿广运殿供奉尧帝，东西配殿分别是虞舜殿和夏禹殿。第二进是尧帝寝宫。
1994年12月28日，帝尧庙公布为平遥县文物保护单位。免费对游客开放。

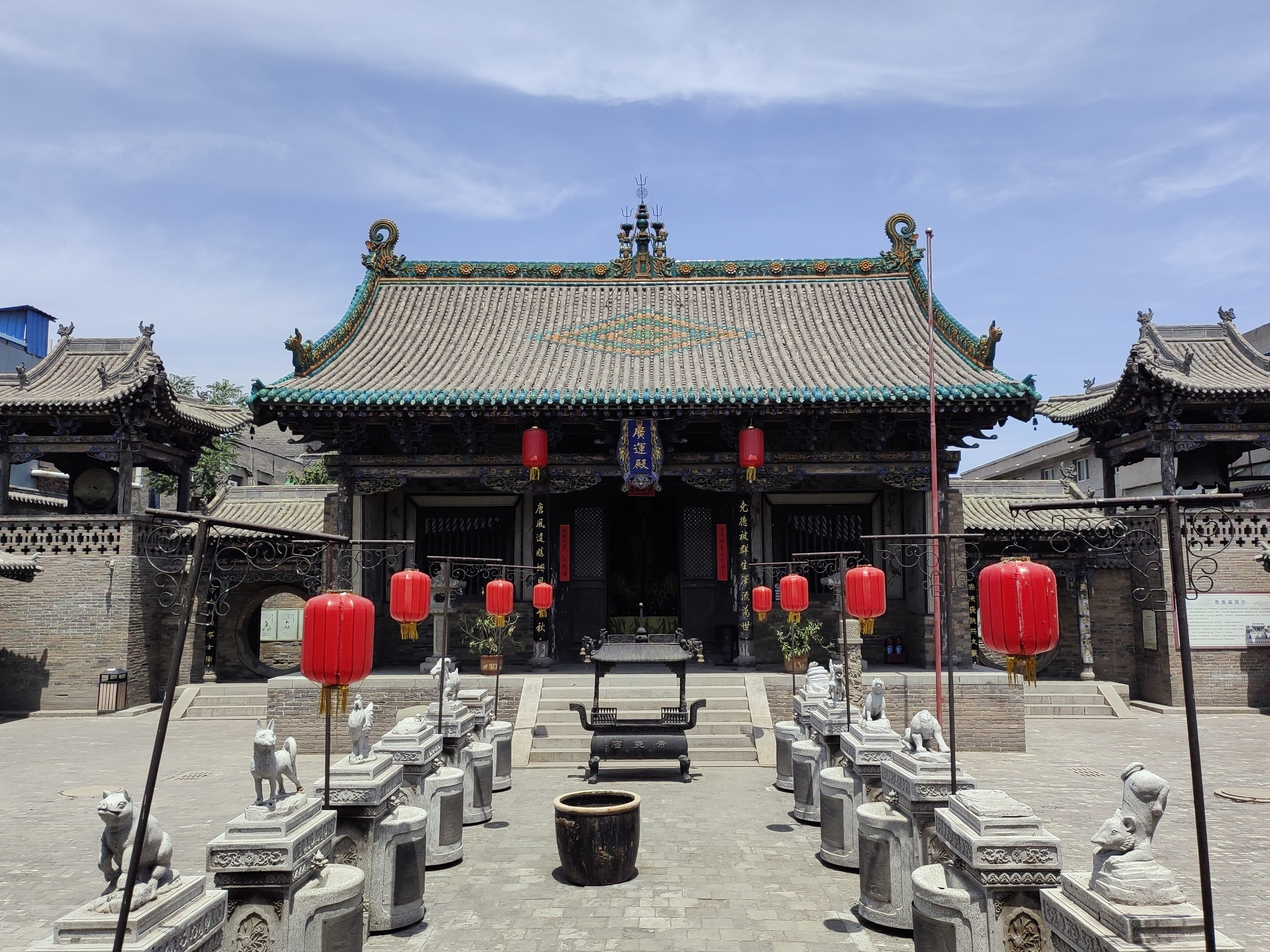
廣運殿
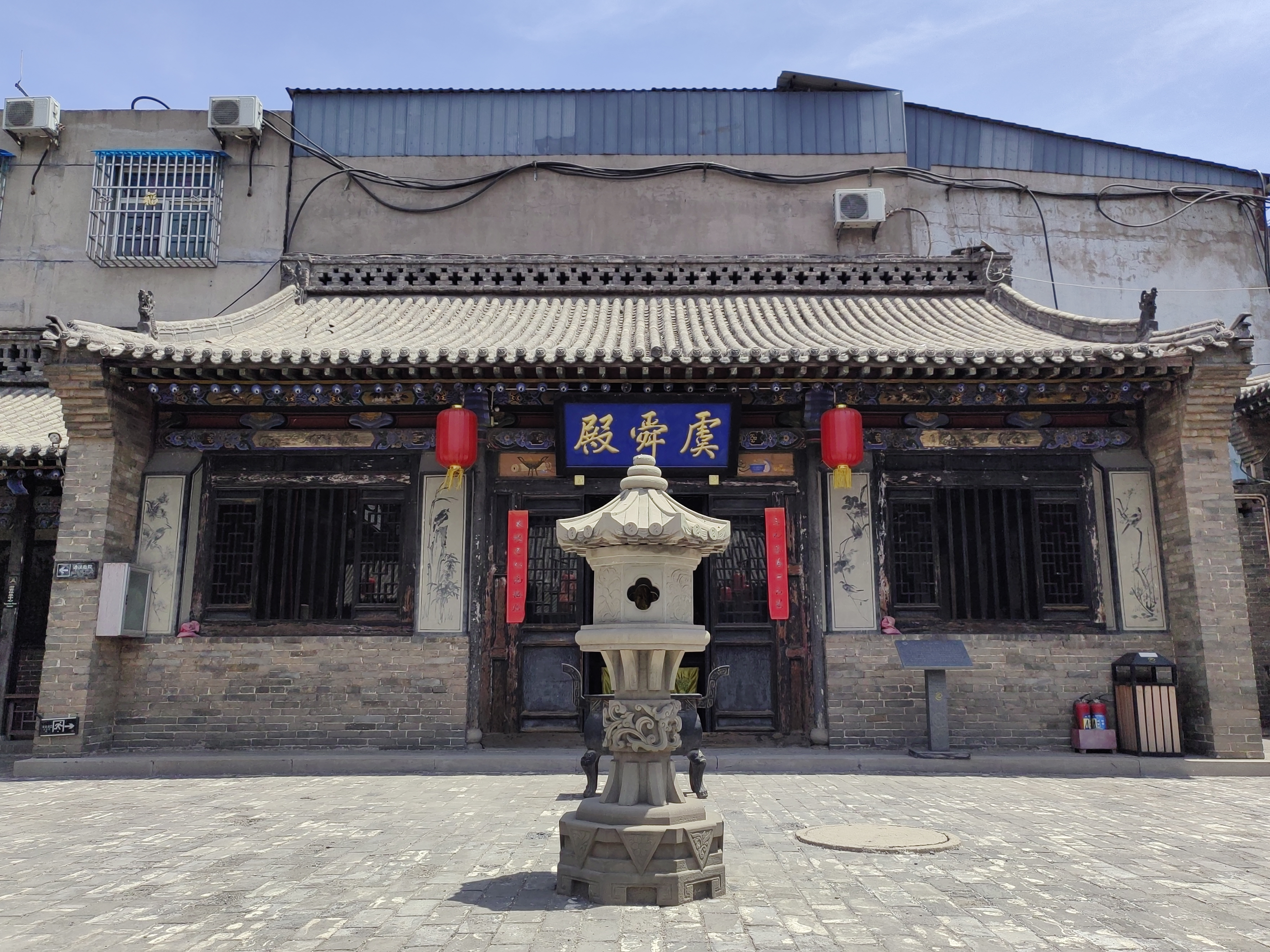
虞舜殿
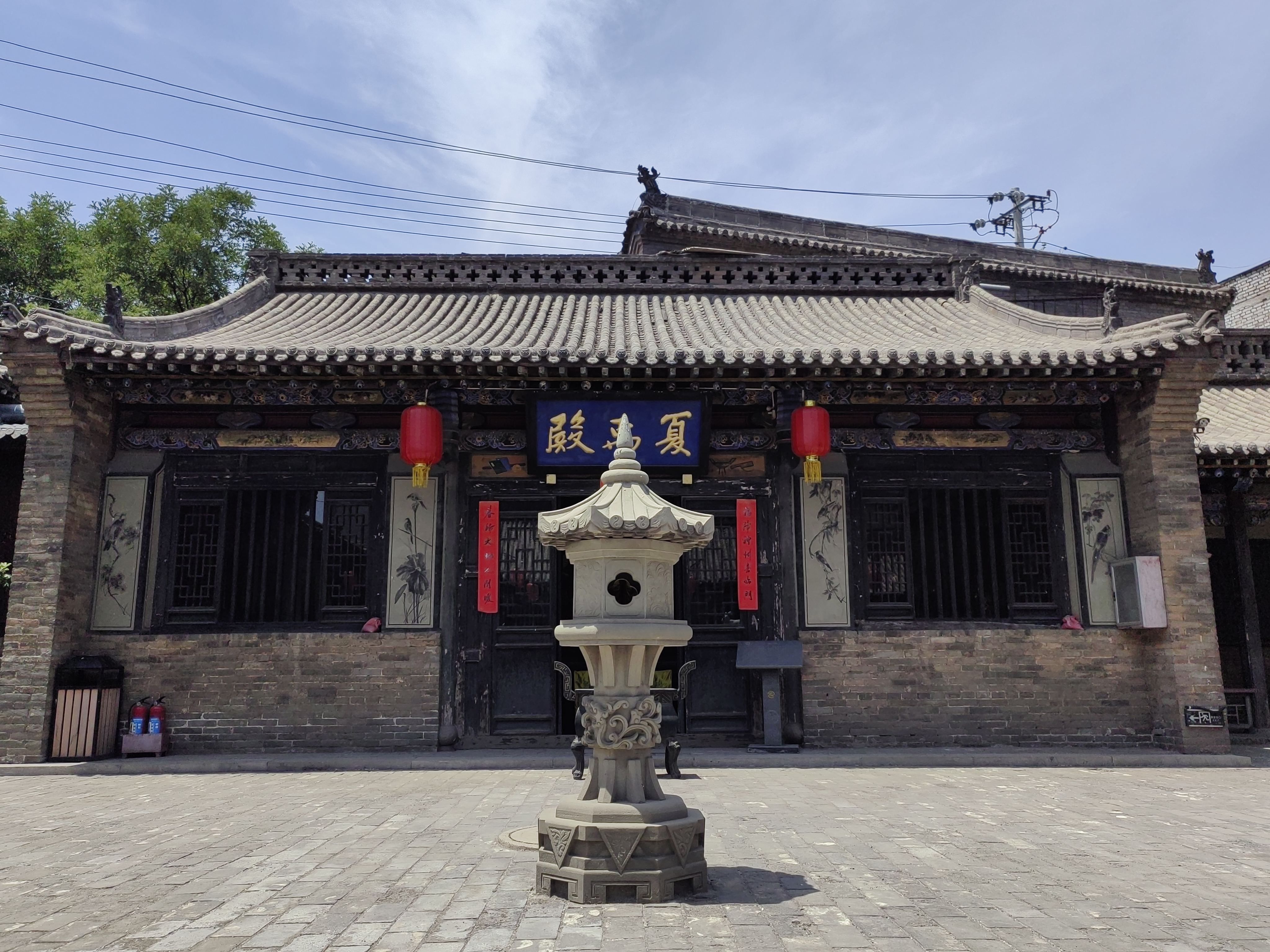
夏禹殿
祖師殿
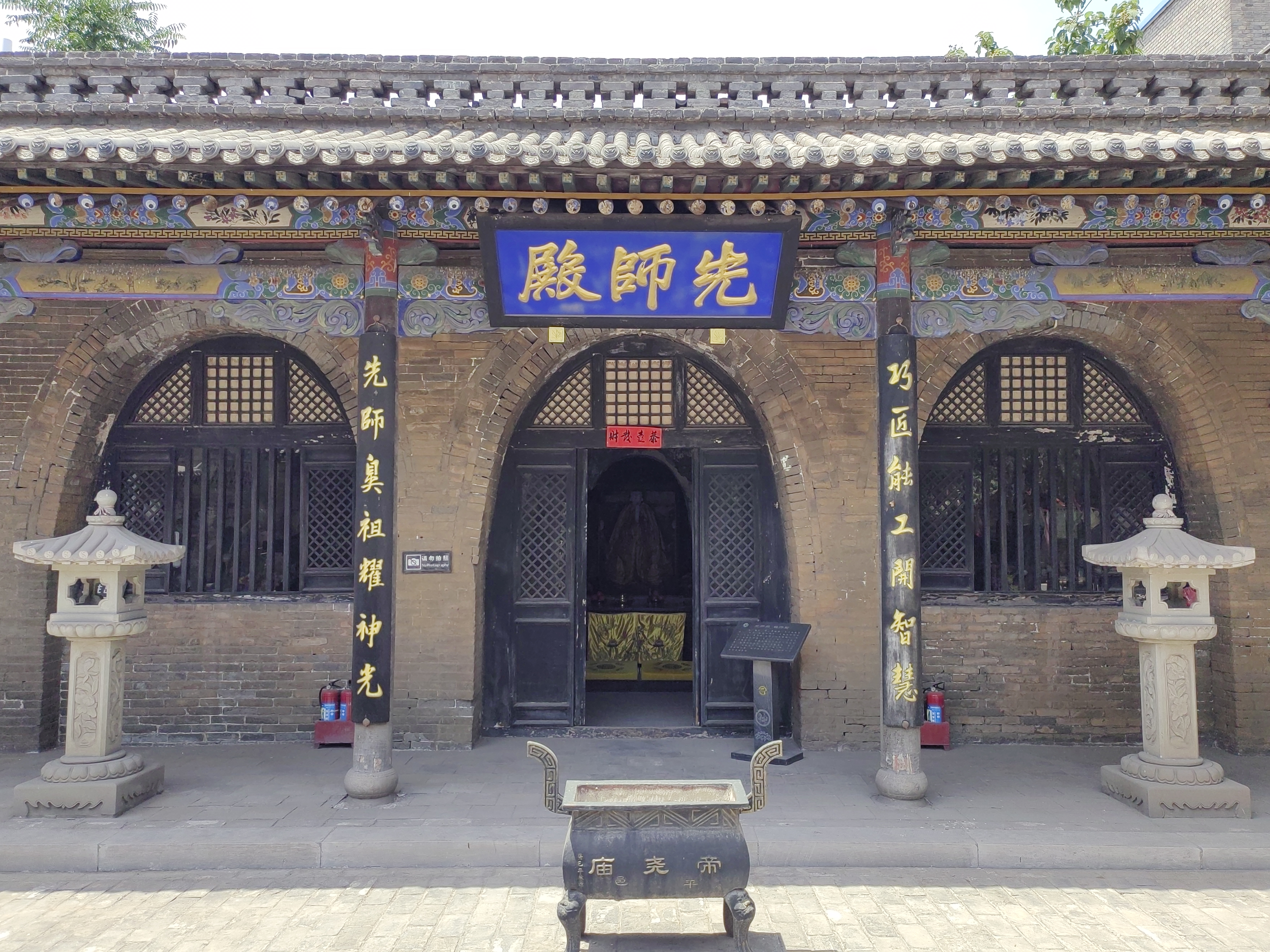
先師殿
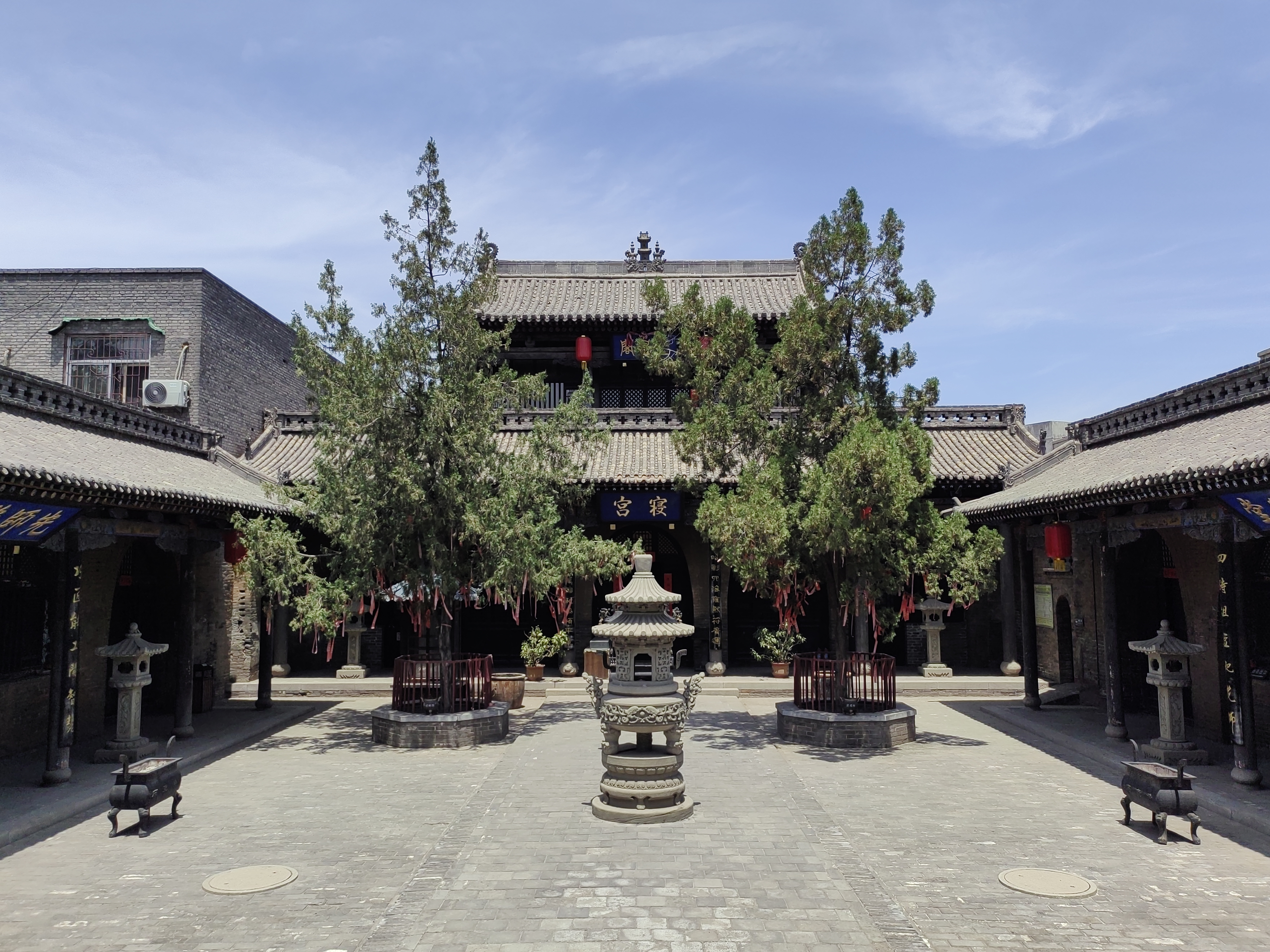
寢宮